# Илирик
Илирик (на латински: Illyricum; на старогръцки: Ἰλλυρία) е провинция на Римската република, основана след като римските войски покоряват Илирийското царство на цар Гентий през 168 пр.н.е.. Тя се простира от река Дрин до Истърския полуостров на север и до река Сава на изток, а столица на провинцията е град Салона (на латински: Salonae), разположен недалеч от съвременния град Сплит в Хърватия. През 59 пр.н.е. по силата на закона Lex Vatinia Илирия е превърната в римската провинция Илирик и заедно с Цизалпийска Галия е предадена във властта на Юлий Цезар в качеството му на проконсул. По-късно, по време на Имперски Рим, Илирик е разделен на Долен (Далмация) и Горен (Панония).
Регионът има стратегическо и икономическо значение за Рим, тъй като в пристанищата по илирийското крайбрежие протича сериозен търговски стокообмен, а във вътрешността на региона се добива злато. В Илирия започва и маршрутът Виа Егнация, свързващ Дирахиум на адриатическото крайбрежие с Византион на Мраморно море през Балканския полуостров.
Някои от римските императори като Аврелиан, Клавдий II и Диоклетиан произхождат от тази област, също както и византийските императори Анастасий I и Юстиниан I произхождат от по-сетнешната преторианска префектура Илирик, която обаче е с по-широк териториален обхват.
- Римската провинция Илирик до 10 г.
- Римските провинции на Балканите